# Supercopa de la CAF 2015
La Supercopa de la CAF 2015 fue la 23.ª edición de la Supercopa de la CAF. El encuentro organizado por la Confederación Africana de Fútbol fue disputado entre el vencedor de la Liga de Campeones de la CAF y el vencedor de la Copa Confederación de la CAF.
El partido se disputó entre el ES Setif de Argelia , campeón de la Liga de Campeones de la CAF 2014, y el Al-Ahly de Egipto, vencedor de la Copa Confederación de la CAF 2014, el encuentro fue disputado en el Estadio Mustapha Tchaker de la ciudad de Blida, Argelia, el 21 de febrero de 2015.
ES Setif ganó el partido por penales 6-5 después de empatar 1-1, ganando su primer título de la Supercopa de la CAF.

## Participantes
- ES Setif
- Al-Ahly

## Estadio
| Blida                    | Blida |
| ------------------------ | ----- |
| Estadio Mustapha Tchaker | Blida |

## Partido
| 21 de febrero de 2015 | ES Setif  | 1-1 6-5 (pen.) | Al-Ahly      | Estadio Mustapha Tchaker, Blida,   |                                    |
| 10:00                 | Zlaya 70' | Reporte        | Moteab 90+5' | Árbitro(s): Desire Doue Normandiez | Árbitro(s): Desire Doue Normandiez |